# Pachodynerus alayoi
Pachodynerus alayoi är en stekelart som beskrevs av Joseph Charles Bequaert 1948.
Pachodynerus alayoi ingår i släktet Pachodynerus och familjen Eumenidae. Inga underarter finns listade i Catalogue of Life.